# Zuzana Justman
Zuzana Justman (geboren als Zuzana Picková 20. Juni 1931 in Prag, Tschechoslowakei) ist eine tschechoslowakisch-amerikanische Dokumentarfilmerin und  Holocaustüberlebende.

## Leben
Zuzana Picková war das zweite Kind von Viktor Pick und Marie Picková, ihr Bruder war der spätere Autor  Jiří Robert Pick (1925–1983). Die Familie wurde 1943 im Ghetto Theresienstadt inhaftiert. Ihr Vater wurde von dort in das Konzentrationslager Auschwitz deportiert, wo er ermordet wurde.
Zuzana, ihr Bruder und ihre Mutter überlebten die Ghetto-Haft in Theresienstadt. Nach ihrer Befreiung gingen sie zunächst zurück nach Prag, wo ihr Bruder sich als Schriftsteller zu etablieren versuchte, während Zuzana und ihre Mutter nach dem kommunistischen Putsch 1948 nach Argentinien emigrierten. Sie verließ 1950 Buenos Aires, um am Vassar College in den USA zu studieren. An der Columbia University in New York City wurde sie später noch, 1981, in slawischen Sprachen promoviert.
Sie heiratete den Schriftsteller David Boroff (1917–1965), mit dem sie zwei Kinder hat.  Nach Boroffs Tod heiratete sie den Psychiater Daniel Justman. Sie arbeitete als Übersetzerin.
1986 begann sie, Dokumentarfilme zu Themen der jüngeren europäischen Geschichte zu produzieren.
1987 interviewte sie die Theresienstadtinsassin und Tagebuchschreiberin Helga Pollak-Kinsky für den Film Terezín Diary. 1993 schrieb und produzierte sie Czech Women: Now We Are Free. In Voices of the Children (1998) erzählte sie die Geschichte von drei Holocaustüberlebenden aus Theresienstadt, eine von ihnen Pollak-Kinsky. Der Film erhielt 1999 einen Emmy Award sowie Auszeichnungen beim Chicago International Film Festival, beim Chicago International Television Competition und beim Film Fest New Haven.
Im Film A Trial in Prague (2000) behandelte Justman den Slánský-Prozess 1952 in der kommunistischen Tschechoslowakei. Für die Interviews gewann sie unter anderem Heda Margolius Karlovy, Witwe von Rudolf Margolius, und Eduard Goldstücker. Ihres Bruders Theaterstück Smolař ve žluté čepici aus dem Jahr 1982 wurde von ihr 2006 unter dem Titel The Unlucky Man in the Yellow Cap beim New York International Fringe Festival inszeniert.

## Filme
- mit Dan Weissman: Terezín Diary. 1990
- Czech Women: Now We Are Free. 1993
- Voices of the Children. 1998
- A Trial in Prague. 2000